# UserLinux
UserLinux（ユーザリナックス）は、ブルース・ペレンズの提案によるDebian GNU/Linuxをベースにしたコミュニティ開発のデスクトップ向けLinuxディストリビューションである。
UserLinuxは、UserとLinuxの組み合わせである。当初は企業向けのデスクトップオペレーティングシステムを目指す。ペレンズによると2006年までに企業向けデスクトップはLinuxになると予想されている。
2003年11月10日に提案が公開され、6ヵ月後に最初のリリースを行なう用意があることが述べられている。
、
(英文)
2003年12月2日、"Really early draft at a manifesto"（英文：表明の超初期下書き）が発表される。同時に討議用メーリングリストが立ち上げられる。
- gnUserLinux の名前はフリーソフトウェア財団のリチャード・ストールマンによりクレームがついたため、のちにgnをとってUserLinuxとなっている（GNUで始まっている名前は公式のGNUプロジェクトに普通使われるとの理由から）。
- Debian Enterpriseプロジェクトと共同作業をする可能性がある。

2004年時点でのベータ版のスクリーンショットが存在するが、中身は（2004年当時の）Debian（コードネーム : sarge）そのものといってよい。
DLCと同じく、公式ウェブサイトuserlinux.comは2009年9月確認時点で存在しなくなっており、また開発停止のアナウンスもないため、詳細は不明である。